# Werner Hantelmann
Werner Hantelmann (* 27. Februar 1871 in Budapest; † 7. August 1939 in Hannover) war ein deutscher Maler und Bildhauer. Er war der Sohn des Architekten Karl Hantelmann.

## Werk (unvollständig)

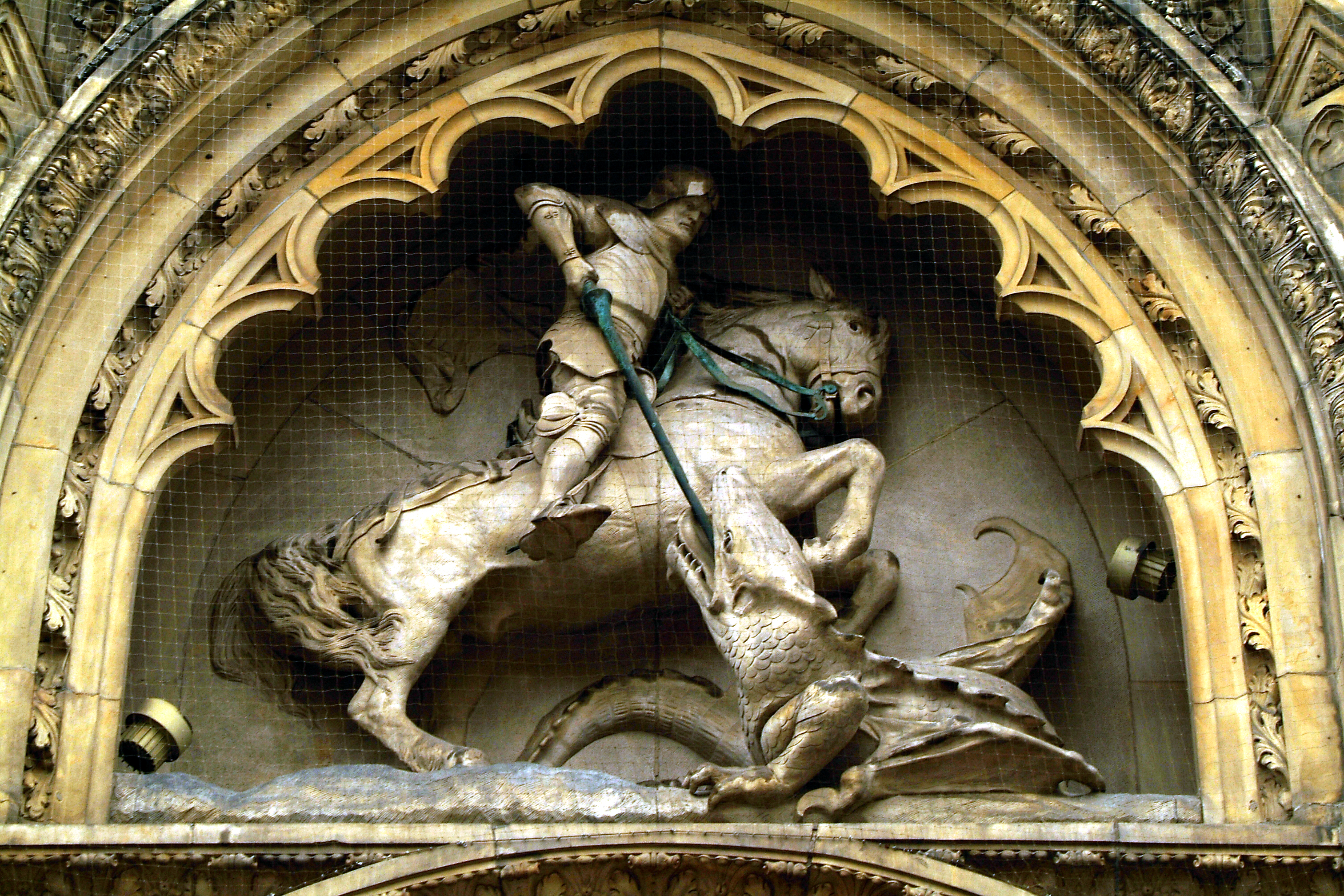
Der Heilige Georg am Drachentöterhaus in der Georgstraße 10 in Hannover

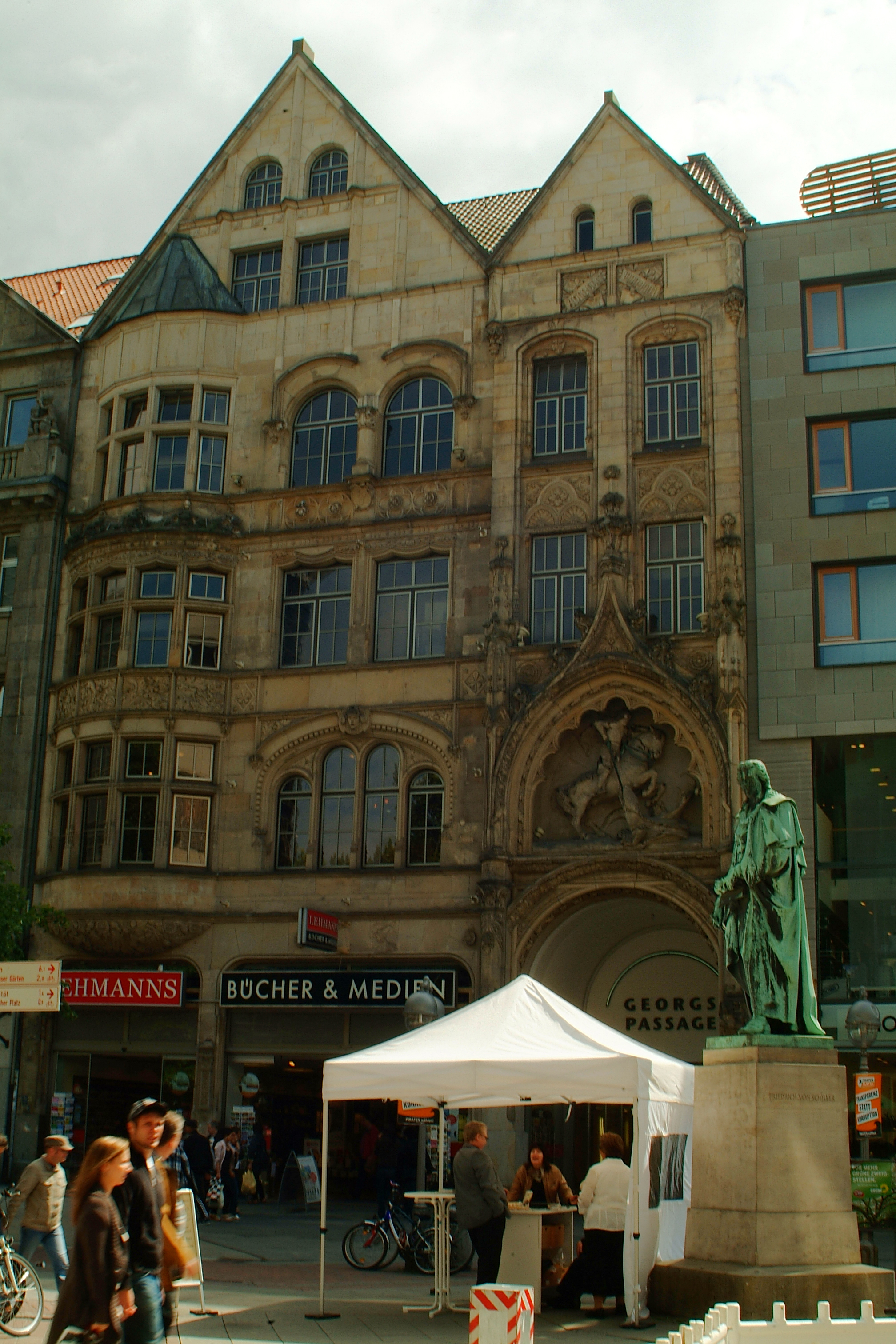
Drachentöterhaus

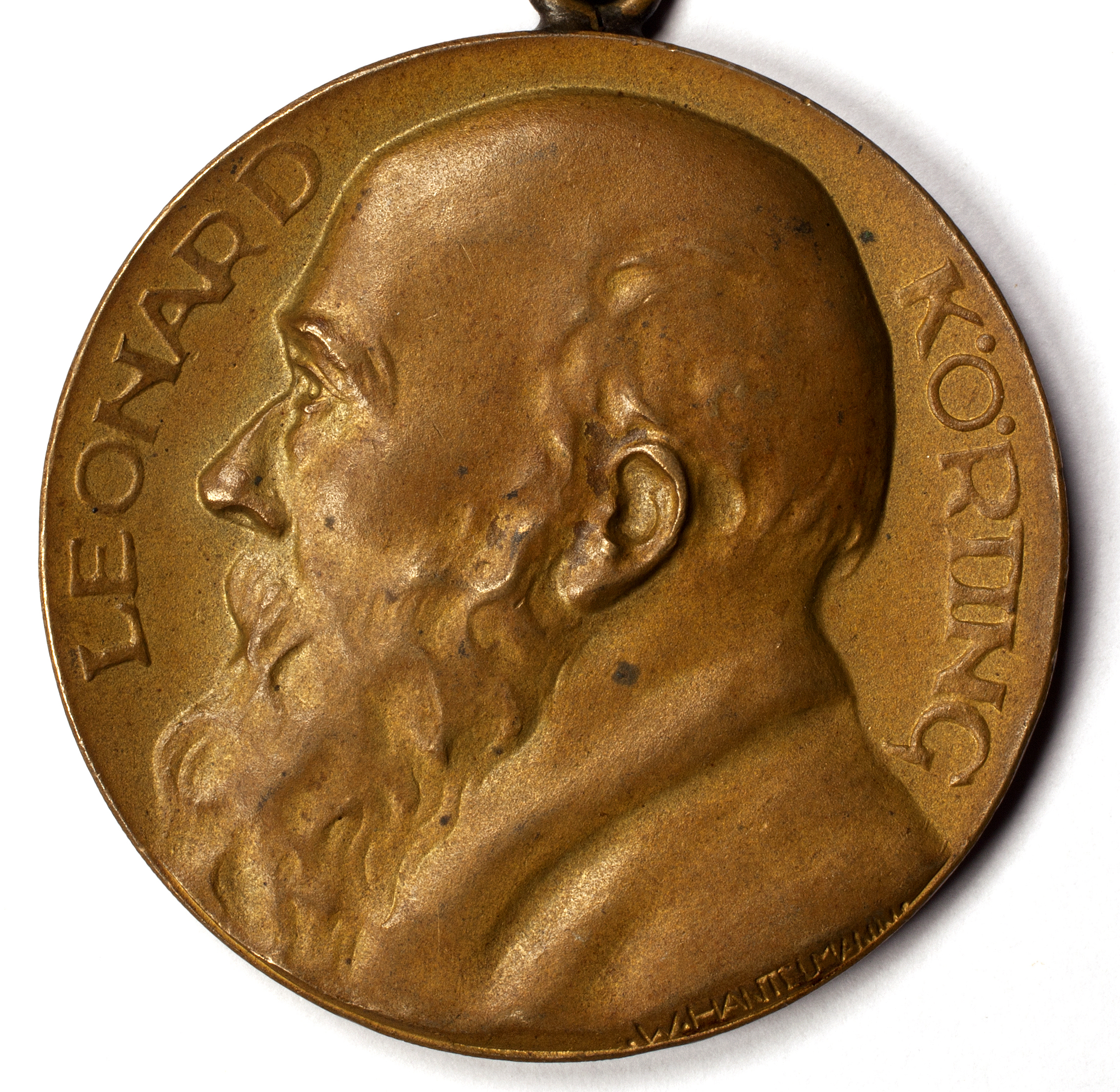
Medaille mit dem Brustbild von Leonhard Körting und der Künstlersignatur Hantelmanns aus der Werkstatt von Carl Poellath

- Heiliger Georg als Drachentöter am Drachentöterhaus über der Georgspassage, Georgstraße 10[2]. Von 1900 bis 1901 errichteten Gebäude von Hermann Schaedtler (unter Mitwirkung von Karl Hantelmann)[3] hat sich die denkmalgeschützte, reichverzierte Sandsteinfassade erhalten. Die nahezu vollplastische Skulptur des Heiligen Georgs präsentiert sich über einem tympanonartigen Feld mit Kielbogenabschluss und gotischem Schmuck am auch Fugesches Haus genannten Gebäude,[4] das ursprünglich für die Möbelhandlung Fuge errichtet worden war.[2]
- auf der 1916 von Alfred Sasse für die Hanomag errichteten Kanonenwerkstatt am Deisterplatz in Hannover: gemeinsam mit Georg Herting die Personifikationen Industrie und Arbeit[5]
- Am Neuen Rathaus von Hannover stammen vier der neun Reliefs des Bilderfrieses zur Geschichte der Stadt Hannover von Werner Hantelmann:
  - Herzog Otto das Kind bestätigt 1241 die Stadtrechte für Hannover;
  - die Einnahme der Burg Lauenrode 1371;
  - die Residenznahme Hannovers 1636 durch Herzog Georg von Braunschweig-Calenberg;
  - Major Baring verteidigt 1815 den Hof „La Haye Sainte“ bei Waterloo.[3]
- Im Neuen Rathaus von Hannover finden sich an der Ostseite des Kuppelsaales zwei Standbilder von Hantelmann.[3]
- Wiederum mit Georg Herting schuf Hantelmann eine neue Innengestaltung im Rathaus in Celle.[3]
- Das Historische Museum Hannover besitzt mehrere Gemälde von Hantelmann.[1]
- Portrait-Bronzerelief am Grabmal des Geophysikers Emil Wiechert († 1928) auf dem Stadtfriedhof Göttingen (signiert: „W. Hantelmann. / fec. Hannover~“)